# SS Perseus (1908)
Il Perseus  fu un piroscafo da carico e trasporto passeggeri britannico affondato per urto contro una mina circa 11 miglia a ovest di Colombo, Ceylon, il 21 febbraio 1917.

## Storia
Il piroscafo SS Perseus, con scafo in acciaio, fu costruito presso il cantiere navale Workman, Clark & Co. Ltd.,, Belfast Belfast per conto della Blue Funnel Line-Ocean Steamship Co.-Alfred Holt & Co., di Liverpool. Fu la prima di una classe di nove navi (classe Perseus 1908-1913) costruita per la Ocean Steam Ship Company di Alfred Holt. La nave fu varata nel 1908. La nave disponeva di 12 cabine e poteva trasportare duecento passeggeri ospitati nell'interponte. Dopo lo scoppio della prima guerra mondiale la nave venne militarizzata ed impiegata per il trasporto generico. Il 29 marzo 1915 eluse un attacco sottomarino tedesco 40 miglia a ovest delle Isole Scilly.
Nel 1917 la SS Perseus era salpata da Clyde, via Port Natal, con destinazione Yokohama, in Giappone. Il 21 febbraio 1917, navigando nelle acque dello Sri Lanka urtò una mina posata qualche tempo prima dall'incrociatore ausiliario tedesco Wolf. La nave si trovava a circa 11 miglia a ovest di Colombo.  Nel naufragio persero la vita tre persone.
Il relitto giace alla profondità di 40 m a 15 km a ovest di Colombo, ed è stato identificato con certezza con il recupero della campana di bordo da parte del subacqueo Dharshana Jayawardena il 9 marzo 2009.